# Malik Sjah I

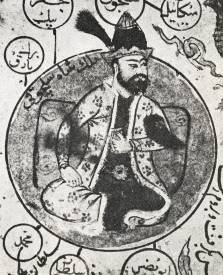

Jalal ad-Dawlah Malik Sjah I (diverse spellingsvarianten) was de sultan van de Seltsjoeken van 1072 tot 1092. Onder zijn bewind bereikte het Seltsjoekenrijk het toppunt van zijn macht en reikte het van Khorasan in het noordoosten van het huidige Iran, tot de Golf van Alexandrette in het huidige Turkije en de grens met Egypte.
Alhoewel hij tot een Turks volk behoorde, is zijn naam een combinatie van de Arabische en Perzische woorden voor koning.

## Sultan
Hij veroverde geheel Klein-Azië, nadat zijn voorganger Alp Arslan de Byzantijnen al had verslagen in de Slag bij Manzikert in 1071. De Seltsjoeken bereikten zo ook de Bosporus en vormden daarmee een directe bedreiging voor Constantinopel.
Hij breidde het rijk ook uit in de richting van Syrië, Palestina en Arabië (waaronder Mekka), waar hij voornamelijk vazalstaten stichtte.
Malik Sjah vestigde zich - in tegenstelling tot zijn beide voorgangers die in Perzië resideerden - in Bagdad. Hij verbeterde het wegennet in het rijk, beschermde de karavaanroutes, liet moskeeën bouwen (zo ook de Vrijdagmoskee van Isfahan) en waterwegen aanleggen en introduceerde een groot aantal sanitaire maatregelen in de hoofdstad. Maar de bloei van het rijk was toch voornamelijk te danken aan zijn Perzische vizier, Nizam al-Moelk, die ook Alp Arslan al had gediend. Gedurende twintig jaar, tot zijn dood in 1092, was Nizam in feite de machtigste man in het rijk.

## Na zijn dood
Na zijn dood in 1092 viel zijn rijk uiteen in diverse kleinere staten, die elkaar om de macht bevochten: één in Anatolië (het sultanaat van Rûm) dat tot 1302 zou bestaan en waar hij werd opgevolgd door Kilij Arslan I, één in Perzië dat tot 1194 zou bestaan en waar hij werd opgevolgd door Mahmoed I (die de volgende in de dynastie werd) en één rijk in Syrië onder leiding van zijn broer Tutush I dat later uiteenviel in een twee rijkjes die respectievelijk vanuit Aleppo en Damascus bestuurd werden.
De onderlinge rivaliteit tussen de verschillende staatjes en de moeilijkheden die de sekte der Assassijnen veroorzaakten, maakte het in 1095 relatief makkelijk voor de kruisvaarders om de Eerste Kruistocht uit te voeren en Jeruzalem te heroveren.